# Lipomastia
Lipomastia (także pseudoginekomastia, steatomastia, ginekomastia tłuszczowa) – przerost tkanki tłuszczowej w męskich piersiach. Na przypadłość tę cierpią przede wszystkim mężczyźni z nadwagą, a także tacy, którzy w krótkim czasie stracili dużo na wadze. Lipomastia polega na znacznym powiększeniu piersi w wyniku nagromadzenia się w nich nadmiernej ilości tkanki tłuszczowej.

## Przyczyny występowania lipomastii
Za bezpośrednią przyczynę powstawania lipomastii uważa się otyłość. Przypadłość ta może jednak występować również u osób szczupłych, które stosują niewłaściwą dietą i nie uprawiają aktywności fizycznej. W takich sytuacjach schorzenie nie jest spowodowane nadmiarem, lecz nieprawidłową dystrybucją tkanki tłuszczowej.
W większości przypadków można sobie bardzo łatwo poradzić z problemem lipomastii, ponieważ zazwyczaj ustępuje po pozbyciu się nadwagi. Czasem jednak konieczne jest, aby zastosować bardziej radykalne interwencje. W zaawansowanych przypadkach lipomastii męskie piersi mogą kształtować się tak, jak kobiecy biust.

## Lipomastia i ginekomastia – różnice
Ginekomastia i lipomastia są dwoma całkowicie odmiennymi schorzeniami, które jednak bardzo często myli się ze sobą. Jedyne, co mają ze sobą wspólnego, to efekt w postaci powiększonych piersi. Ginekomastia to wynik zwiększonego stężenia żeńskich hormonów płciowych. Przyczyniają się one do wzrostu tkanki gruczołowej w okolicy męskich piersi. O przeroście mówi się wówczas wtedy, gdy androgeny działają słabiej niż żeńskie hormony. Takie zaburzenia hormonalne mogą być spowodowane zażywaniem niektórych sterydów anabolicznych, lub przyjmowaniem leków. Lipomastia związana jest natomiast wyłącznie z rozrostem samej tkanki tłuszczowej. Leczenie obejmuje głównie wdrożenie odpowiedniej diety i regularnego ruchu. Jeśli działania te nie przynoszą zamierzonych rezultatów, przeprowadza się zabieg chirurgiczny.